# Derk Roelof Mansholt

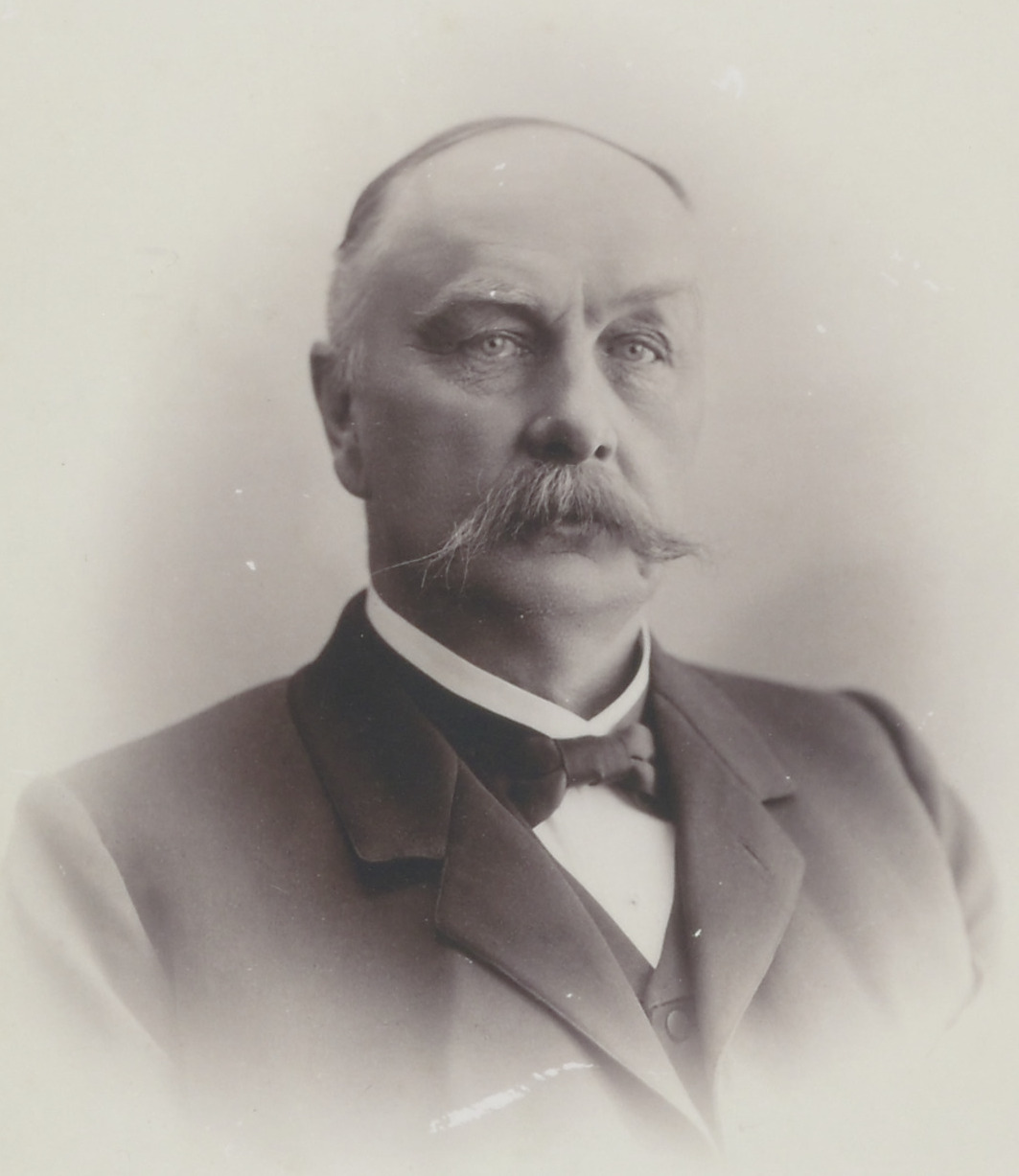
D.R. Mansholt

Derk Roelfs Mansholt (Ditzumerhamrich, 29 maart 1842 – Groningen, 1 augustus 1921) was een Groninger boer en politicus. Hij correspondeerde met Multatuli en was een tijdlang sympathisant van Ferdinand Domela Nieuwenhuis.

## Biografie

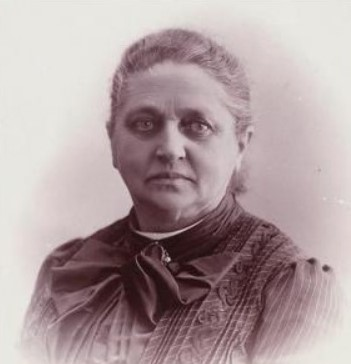
Aaltje Willems Dijkhuis

Mansholt werd geboren in het Duitse deel van het Reiderland als zoon van Ubbo Janssen Mansholt en Teetje Jochums Schmidt. In 1866 verhuisde hij met zijn ouders naar Eexta in de provincie Groningen. Drie jaar later trouwde hij met Aaltje Willems Dijkhuis en begon zijn eigen boerenbedrijf in Meeden. Na zijn naturalisatie tot Nederlander werd hij lid van de gemeenteraad van Meeden.
Anders dan de meeste herenboeren in Groningen was Mansholt geen liberaal. Hij was voorstander van het algemeen kiesrecht en ontwikkelde zich van radicaal tot medestander van Ferdinand Domela Nieuwenhuis. Hij bepleitte de afschaffing van privégrondbezit en was medeoprichter van de Bond voor Landnationalisatie, maar later was hij geen voorstander meer van landnationalisatie.
In 1874 begon hij te corresponderen met Multatuli. Aanleiding voor de correspondentie was een ingezonden stuk van Mansholt in de Nieuwe Rotterdamsche Courant over de Atjehoorlog.

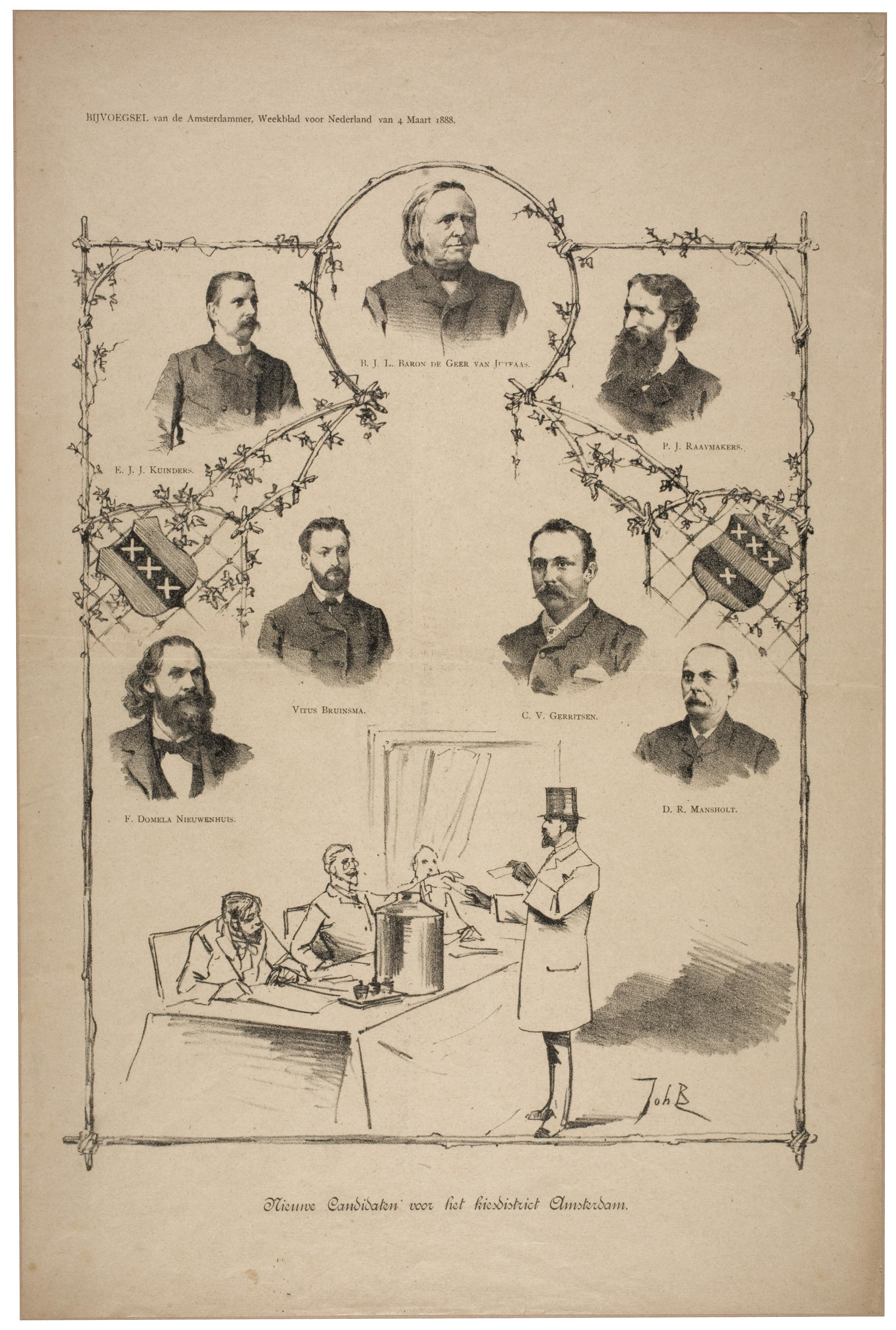
Verkiezingsposter voor kiesdistrict Amsterdam in 1888

Hoewel politiek actief was Mansholt voor alles boer. Hij was autodidact en zocht steeds naar mogelijkheden om productie te verhogen. Hij was lid van de Groninger Maatschappij van Landbouw en medeoprichter van het Nederlandsch Landbouw Comité. In 1882 kocht hij de boerderij Torum. Zijn broer, Jochem Helmers Mansholt, startte een veredelingsbedrijf op Fletum, dat nog steeds bestaat.
Hij was een aantal malen kandidaat voor de Kamerverkiezingen, maar werd nimmer gekozen.
Hij overleed op 1 augustus 1921 in Groningen waar hij en zijn vrouw sinds 1906 woonden. Mansholt kreeg zes kinderen. Twee daarvan, zoon Lambertus Helbrig Mansholt en dochter Theda Mansholt, hebben blijvende sporen nagelaten. De bekendste nazaat is echter kleinzoon Sicco, zoon van Lambertus.

Bibliografie Derk Roelfs Mansholt
- Mijne zelfverdediging (1892)
- Wat is de beste wijze van stalmestbewaring (1892)
- De ontwerpplannen der Zuiderzee-commissie (Groningen 1893)
- De kanalisatie van Westerwolde, een practisch voorbeeld hoe in Nederland de woeste gronden ontgonnen moeten worden. Winschoten (1894)
- Internationale arbeidsverdeeling en de prijsvorming van het broodkoren (St. Anna-Parochie 1896)
- De stikstofvoeding der landbouwcultuurgewassen met U.J. Mansholt (Dordrecht 1900)
- Vrijhandel, fiscaliteit of bescherming? (Groningen 1904)
- De donkere zijde van den handel (Groningen 1907)
- Vor einem halben Jahrhundert (Aurich 1909)
- Het bankroet van de vrijhandelsleer  (vertaling van een boek van Jules Domergue met commentaar door Derk Roelfs Mansholt (1909)
- Landbouwhuishoudonderwijs voor de vrouwelijke landbevolking. Rapport [met J. Heidema en J.B. Westerdijk] (Groningen 1910)
- Het wetsontwerp op de afsluiting en indijking der Zuiderzee. Eenige kritische beschouwingen (Groningen 1917)
- Een en ander uit de geschiedenis der Groninger Maatschappij van Landbouw en Nijverheid. Vervolg 1913-1918 (Groningen ca. 1919)
- De waterschapslasten in de diverse provincies
- Bedijkingen van Hollandsche ondernemers aan den Dollard in het midden der vorige eeuw. Tijdschr. voor de volkstaal  (1916)

## Schaken

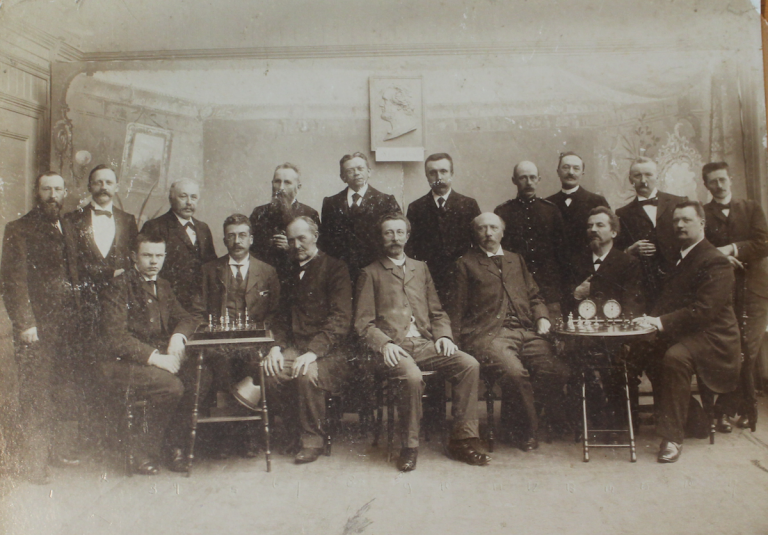
Groepsfoto van S.G.Staunton van omstreeks 1900. Staand derde van links is mogelijk Mansholt.

Mansholt schaakte sinds zijn kindertijd met zijn broer. Hij was oprichter van de dorpsverenigingen Anderssen in Meeden (1879) en De Marne in Ulrum (1883). Met Multatuli alsook met Multatuli's vrouw, speelde hij correspondentieschaak. In 1906 werd hij lid van S.G. Staunton in Groningen. Daar werd hij in 1908 over Jan Frederik Heemskerk verkozen tot voorzitter, een functie die hij tot 1913 vervulde. Hij bleef tot aan zijn dood lid van de vereniging.